# Bakersfield (Califórnia)
Bakersfield é uma cidade localizada no estado americano da Califórnia, no condado de Kern, do qual é sede. Foi re-incorporada em 11 de janeiro de 1898.
Com mais de 400 mil habitantes, de acordo com o censo nacional de 2020, é a nona cidade mais populosa do estado e a 48ª mais populosa do país. É a terceira mais populosa cidade do interior da Califórnia.
As principais fontes de renda da cidade são a extração e refino de petróleo, a agricultura e processamento de alimentos. É também a cidade de origem da banda Korn.

## Geografia
De acordo com o Departamento do Censo dos Estados Unidos, a cidade tem uma área de 391,7 km², dos quais 387,9 km² estão cobertos por terra e 3,8 km² (1,0%) por água.

## Demografia
Desde 1900, o crescimento populacional médio, a cada dez anos, é de 48,5%.

### Censo 2020
De acordo com o censo nacional de 2020, a sua população é de 403 455 habitantes e sua densidade populacional é de 1 040,1 hab/km². Seu crescimento populacional na última década foi de 16,1%, bem acima do crescimento estadual de 6,1%. É a nona cidade mais populosa do estado e a 48ª mais populosa do país. É a cidade mais populosa do condado de Kern.
Possui 132 697 residências que resulta em uma densidade de 342,1 residências/km² e um aumento de 9,9% em relação ao censo anterior. Deste total, 3,6% das unidades habitacionais estão desocupadas. A média de ocupação é de 3,2 pessoas por residência.

### Censo 2010
Segundo o censo nacional de 2010, a sua população era de 347 483 habitantes e sua densidade populacional de 887,2 hab/km². Possuía 120 725 residências, que resultava em uma densidade de 327,9 residências/km².

## Marcos históricos
O Registro Nacional de Lugares Históricos lista sete marcos históricos em Bakersfield, dos quais apenas um é Marco Histórico Nacional, o Walker Pass. O primeiro marco foi designado em 15 de outubro de 1966 e o mais recente em 22 de janeiro de 1996.